# Lužany (přírodní památka)
Lužany je přírodní památka ev. č. 231 na východním okraji obce Lužany v okrese Plzeň-jih. Oblast spravuje Agentura ochrany přírody a krajiny ČR. Důvodem ochrany je zachovalý zbytek meandrujícího řečiště Úhlavy a lužního lesa.

## Galerie

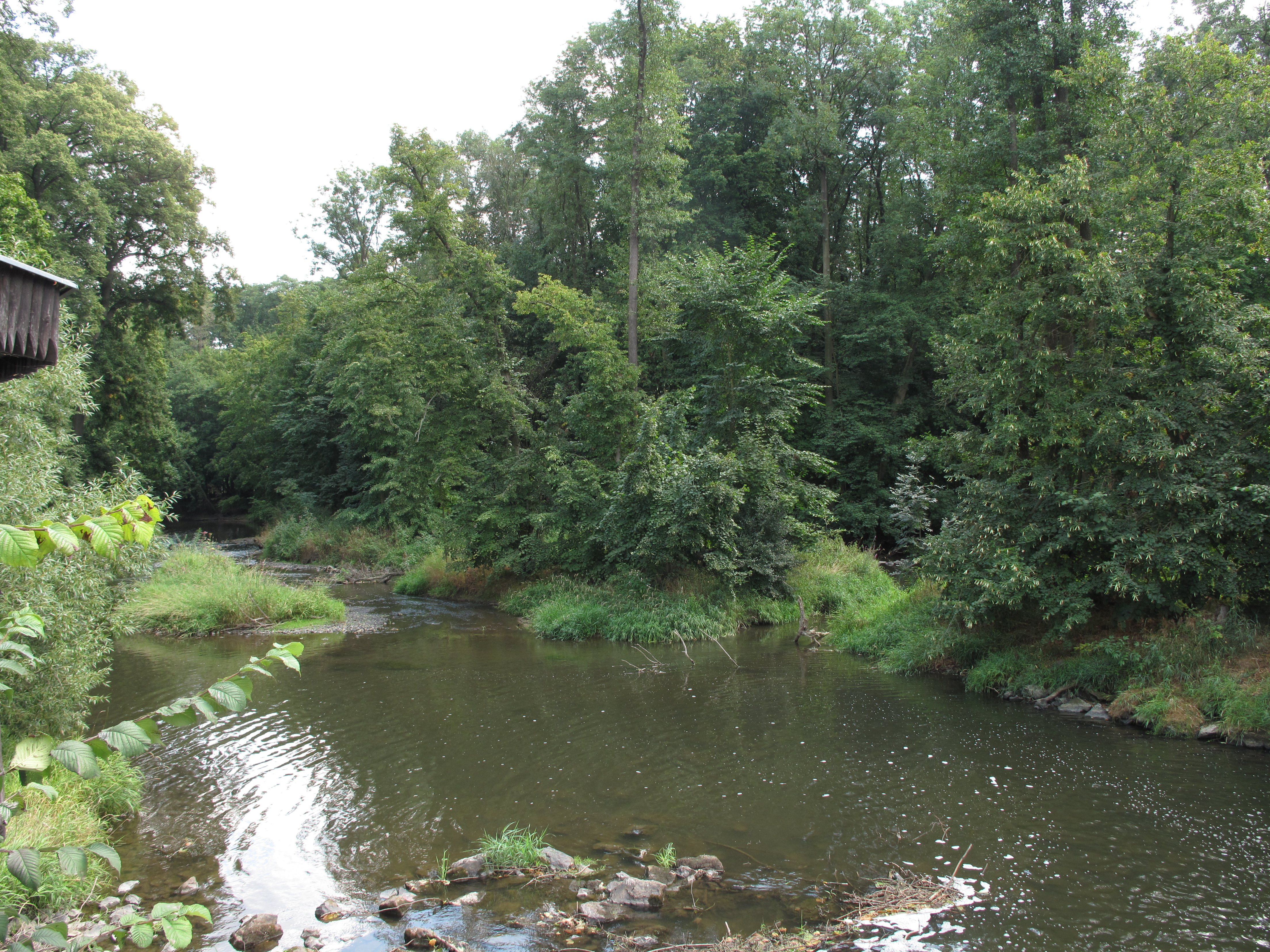
Jez
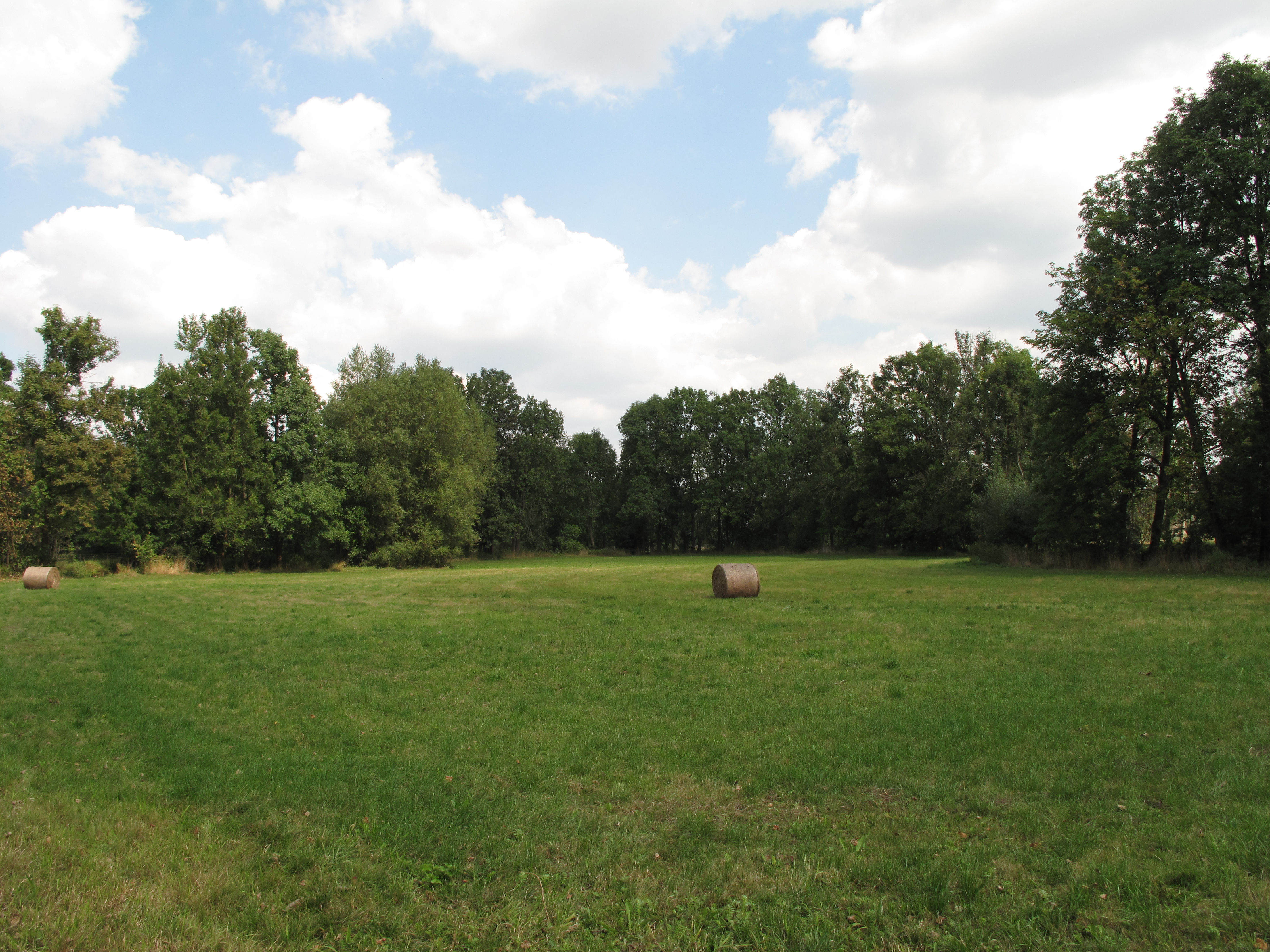
Meandrující řeka
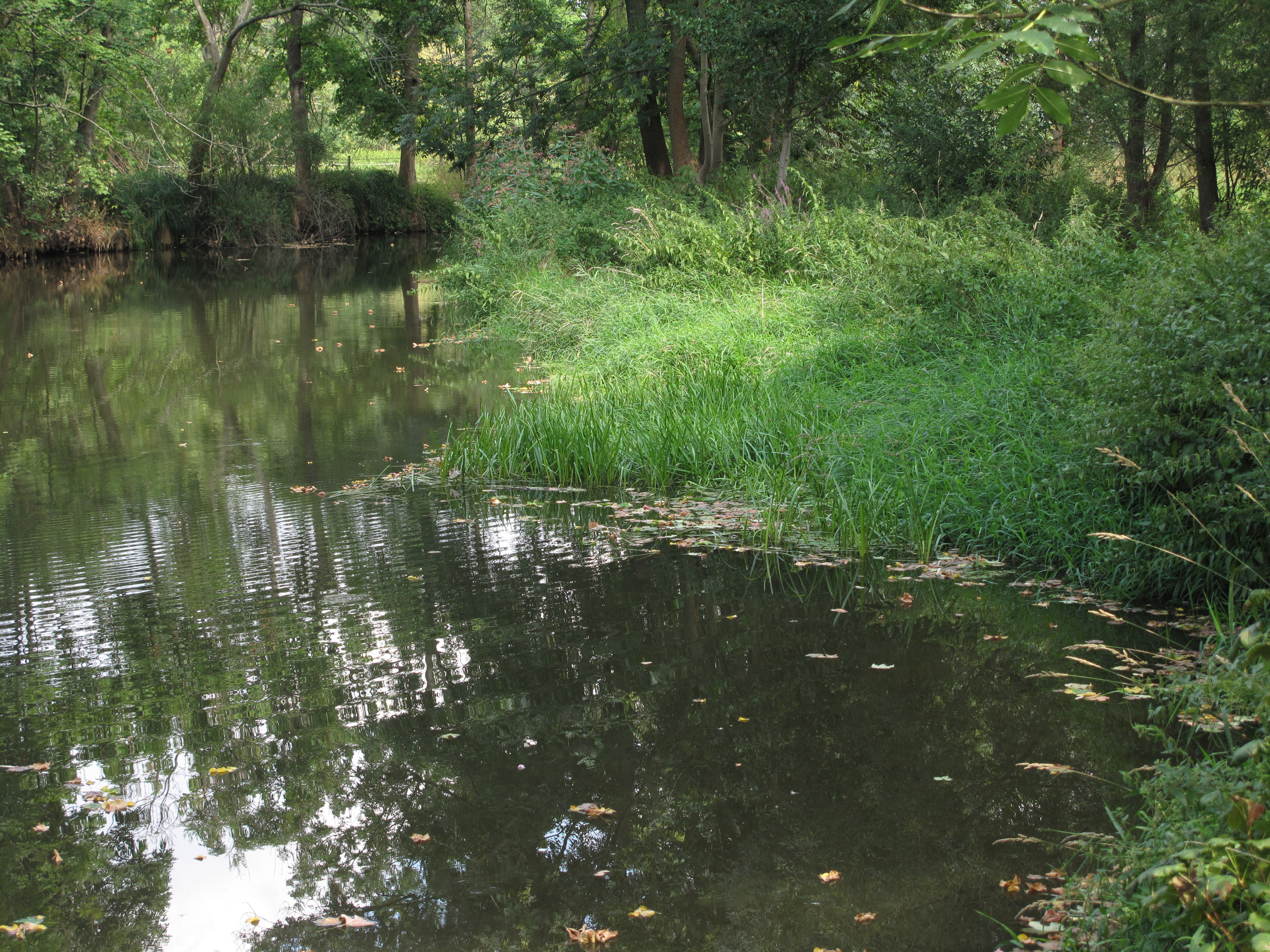
Vstupy bylin do řek